# Bolgatanga
Bolgatanga, vulgarmente conhecida como Bolga, é uma cidade situada no Gana. Tinha cerca de 50 000 habitantes em 2000 e cerca de 54 430 em 2004.
As cidades mais próximas de Bolgatanga são Navrongo e Bawku